# Eurois passeti
Eurois passeti är en fjärilsart som beskrevs av Ernest Candèze 1926. Eurois passeti ingår i släktet Eurois och familjen nattflyn. Inga underarter finns listade i Catalogue of Life.